# Courants politiques sous la monarchie de Juillet
 (Avril 2021).

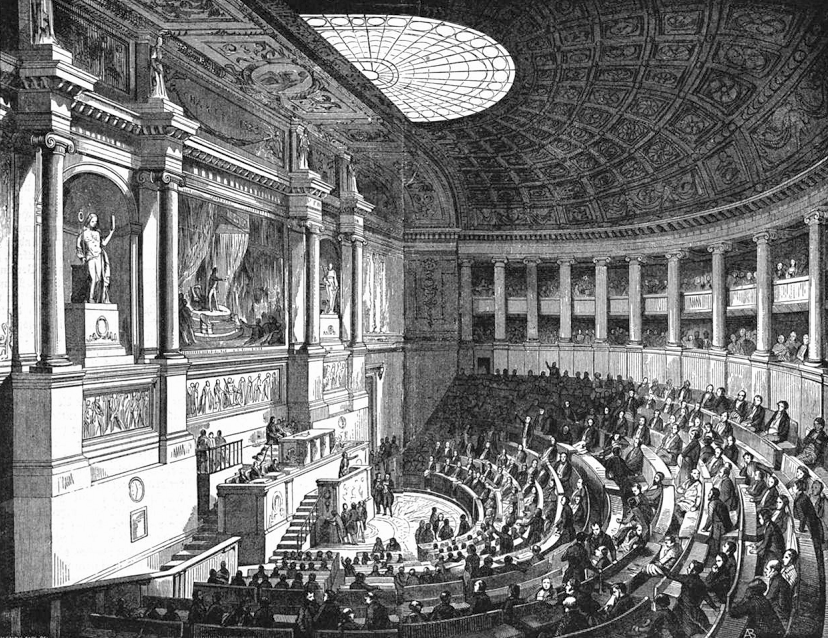
Salle de séances de Chambre des députés

Sous le régime de la monarchie de Juillet, plusieurs courants politiques s'affrontent. Il s'agit à la fois de courants favorables au régime, le parti du mouvement et le parti de la résistance, et des tendances qui s'y opposent, que ce soient d'une part les légitimistes et les bonapartistes ou d'autre part les républicains. 

## La gauche
À la gauche, les républicains sont partisans de la République mais ne peuvent se présenter que comme les radicaux, la remise en cause de la monarchie étant interdite. Déçus par l'issue de la révolution de Juillet, ils tentent une insurrection républicaine à Paris en juin 1832.
Le parti républicain demeure occulte sous la Restauration, c’est la charbonnerie qui constitue son organisation agissante. Les républicains sont certes minoritaires mais très actifs. Ils dénoncent la disparition de la Révolution. Le règne conservateur déçoit beaucoup de personnes qui se rallient aux républicains, comme Armand Carrel et La Fayette. Beaucoup de ces hommes se retrouvent autour d’associations comme la Société des droits de l’homme. L'année 1832 est un moment propice pour un coup de force selon certains car une crise économique touche les populations urbaines et rurales et une épidémie de choléra entraine une augmentation des tensions sociales. Les 5 et 6 juin 1832, les sociétés républicaines tentent un soulèvement à Paris. Lors de ce soulèvement, l’armée tue 800 insurgés. L’action républicaine sera dès lors  réprimée par le gouvernement. Une loi contre les associations sera même mise en place en 1834. Cette loi provoque à Lyon puis à Paris des insurrections. Dans chaque ville, Thiers fait appel à l’armée. Des centaines de personnes sont arrêtées. Le mouvement républicain est discrédité et doit donc passer dans la clandestinité. Les 12 et 13 mai 1839, la Société des saisons, l’une des nombreuses sociétés républicaines de l’époque, suscite une insurrection à Paris. Cette insurrection est menée par Blanqui et par Barbès. 
En 1847, en plus d’une crise agricole s’ajoute une crise du crédit, ce qui entraine la faillite de nombreuses sociétés et le chômage de beaucoup de personnes. Cette situation profite à l’opposition c’est-à-dire aux socialistes et aux républicains. En avril 1847, la chambre des députés refuse l’élargissement du corps électoral. Pendant ce temps, les républicains comme Lamartine et les libéraux réformateurs comme Barrot mobilisent la classe moyenne pour réclamer cette réforme. En mai 1847, les rassemblements sont toujours interdits mais ils contournent la loi et ces rassemblements se font sous forme de banquets républicains. Durant ces banquets, des toasts sont portés à la réforme électorale et le gouvernement est attaqué. Le 7 novembre, le suffrage universel est demandé par un avocat républicain du nom de Ledru-Rollin. Le 22 février 1848, une révolution éclate après des protestations à Paris contre l’interdiction d’un banquet républicain. Le régime s’effondre en deux jours. Guizot démissionne le 23 et le roi abdique le 24. Pendant ce temps les républicains constituent un gouvernement provisoire.
Les principales forces du parti républicain sont :
- la Société des amis du peuple (1830-1832)
- la Société des droits de l'homme (1830-1834)
- la Société des familles puis Société des saisons (1834-1839)

## Le centre gauche
Au centre gauche, dès les débuts de la monarchie de Juillet s'établit une distinction entre parti du Mouvement et parti de la Résistance :
Le Parti du Mouvement est une aile de l'orléanisme dont les partisans estiment que la Charte d’août 1830 n’était qu’une étape vers un régime plus démocratique et sont favorables à toutes les mesures permettant l’extension du pouvoir de suffrage, notamment par un abaissement du cens d'élection et/ou d'éligibilité. Sur le plan extérieur, ils sont favorables à une politique visant à favoriser l'émancipation des nationalités cherchant à se dégager des tutelles étrangères. Le parti du Mouvement est au pouvoir dans un premier temps jusqu’au mois de mars 1831, avec le banquier Jacques Laffitte.
Le premier ministère est dominé par le parti du mouvement. Ce parti prépare les lois de 1831 qui permettent de renforcer le système actuel. Grâce à ces lois, les conseils municipaux sont élus par les plus grands des communes[pas clair]. Ces lois permettent à un plus grand nombre de personnes de voter et aussi de modifier le mode d’élection des députés et l’hérédité de la pairie est abolie,.
Ce parti est mené par Jacques Laffitte et Odilon Barrot. Il considère la révolution de Juillet les prémices d’une évolution libérale. Le chef de ce parti est Adolphe Thiers. Il a aidé Louis-Philippe dans la chute de Charles X. Il entre donc au Conseil d’État. Thiers fait envoyer l’armée, en 1834 après la loi contre les associations à Lyon dans un premier temps puis dans toutes les villes, où des soulèvements ont lieu. À la suite de l'attentat de Fieschi commis le 28 juillet 1835, le gouvernement vote des lois sous l’impulsion de Thiers qui rétablissent les délits de presse. En 1840, Thiers est désavoué par le roi, à la suite d'un traité qui est contraire aux intentions de la France, Thiers est obligé de démissionner. Cette démission marque le début de la fin[style à revoir] du parti du mouvement.
Les principales forces du parti du Mouvement sont :
- Le centre gauche, dont le chef est Adolphe Thiers ;
- L'opposition dynastique, dont le chef est Odilon Barrot.

## Le centre
Au centre, le Tiers Parti, dont la principale figure est André Dupin, est une force politique charnière entre la droite et la gauche, qui vote tantôt avec l'une, tantôt avec l'autre. Il a commencé à faire parler de lui dans la Chambre élue en 1831, mais sans se constituer véritablement en force politique organisée.
Son véritable essor date des élections législatives anticipées du 21 juin 1834. D'emblée, le Tiers Parti parvient à porter son chef, Dupin, à la présidence de la Chambre et obtient en outre deux vice-présidences sur quatre (Hippolyte Passy et Jean-Louis Calmon), non sans revendiquer une troisième concurremment avec les ministériels (Joseph Pelet de la Lozère).
Le Tiers Parti affirme appartenir à la majorité ministérielle, mais il se dérobe souvent au moment décisif, au gré de ces « majorités d'idées » que revendiquait Edgar Faure sous la Quatrième République. « Il se définit moins par un programme politique précis, juge Guy Antonetti, que par une somme d'ambitions personnelles, enrubannées des grandes vertus d'impartialité, d'indépendance, de largeur de vues, mais nourries en réalité de susceptibilités froissées et de petites jalousies rancunières. »
Dans sa réponse au discours de Guizot le 24 mars 1836 (cité supra), le garde des sceaux, Sauzet, développe ainsi, en réponse aux thèmes de la résistance – « intimidation », « rigueurs », « persévérance » – la rhétorique propre au Tiers Parti :  « conciliation », « oubli du passé », « apaisement » :
« Ce serait un gouvernement insensé que celui qui, au moment où les esprits se rapprochent, les irriterait par les souvenirs du passé, voudrait les contraindre à confesser leurs erreurs, leur imposerait des amendes honorables et des génuflexions, et chercherait péniblement de quel côté furent les torts dans le passé. Un tel gouvernement ne comprendrait ni son pays ni son siècle. »
Son organe de presse est Le Constitutionnel, qui conserve audience et prestige dans la classe politique, bien qu'il ait perdu les trois quarts des abonnés qu'il avait sous la Restauration.
Bien moins influent est le Parti social, progressiste, réformiste mais voué à la défense de l'ordre, que Lamartine, alors conservateur, a tenté d'organiser entre 1834 et 1839, en souhaitant y rallier les bonnes volontés des différents partis.

## Le centre droit
Au centre droit, le parti de la Résistance estime que l’essentiel a été accompli avec la Charte de 1830. Il accède au pouvoir avec Casimir Perier et y restera pour l'essentiel jusqu'à la fin du règne, mettant en œuvre une politique modérée et bourgeoise désignée sous le nom de « juste milieu ». 
Ce parti est mené par Guizot et Casimir-Perier, et pense que la révolution de Juillet n’est qu’une  parenthèse faite pour rétablir l’ordre et la légalité après le coup d’état de Charles X. Le parti de la résistance met fin aux attentes de changements. Casimir Perier, à la tête du gouvernement depuis mars 1831, fait intervenir l'armée contre les canuts lyonnais. Cette révolte se passe dans les quartiers ouvriers de Lyon. Les émeutiers brandissent le drapeau noir en scandant « vivre en travaillant ou mourir en combattant ».  Le ministre de l’instruction publique, Guizot, avec sa loi de 1833 pense répondre aux demandes des populations. Cette loi impose à toutes les communes de posséder une école primaire gratuite pour les plus pauvres. Mais cette loi montre aussi que le peuple n’est pas bien encadré. Le parti de la « résistance » commence vraiment à avoir une place importante à partir de 1840 jusqu’en 1848. Ces huit ans sont le grand moment de Guizot qui est l’un des chefs du parti. Il va dominer le nouveau gouvernement. Il impose une politique étrangère pacifique et une politique intérieure conservatrice. Ce gouvernement est impopulaire en 1840 car pour consolider le régime, le gouvernement n’hésite pas à corrompre le Parlement[réf. nécessaire]. Aux élections de 1842, le gouvernement Guizot s’impose grâce à une conjoncture économique favorable. Guizot protège les intérêts de la classe moyenne. Guizot a une célèbre formule « enrichissez-vous par le travail et par l’épargne ». Il prononce ces mots en 1843. Ces mots traduisent son refus de changer les bases du système censitaire.
Dans un célèbre discours, prononcé lors du débat sur les fonds secrets qui se tient à la Chambre des députés les 24 et 25 mars 1836, peu après l'avènement du premier ministère Thiers, Guizot justifie la politique de résistance en récusant son assimilation au conservatisme :
« C'est vous, Messieurs, s'écrie-t-il à l'adresse du centre gauche, qui traînez dans une ornière ; c'est vous qui répétez ce qu'on disait dans d'autres temps, sans vous apercevoir que tout est changé autour de vous, que la société est changée, que ses besoins sont changés. C'est nous, nous qui avons l'intelligence des temps nouveaux… (mouvements divers). Oui, Messieurs, c'est nous. Je comprends très bien que vous pensiez autrement ; c'est de quoi je vous accuse. […] Je vous accuse de n'avoir pas compris ce qui s'est passé en France depuis quarante ans, je vous accuse d'être en arrière (mouvement prolongé). »
Les principales forces du parti de la Résistance sont :
- Les doctrinaires, dont le chef est François Guizot : ces doctrinaires, dit la duchesse de Maillé, « qui n'ont pas de doctrine, sont des hommes spéciaux, positifs comme l'habitude du travail et des hommes en créent chaque jour […] Ils cherchent à mettre la réalité dans la politique à la place de l'imagination. Je suis donc bien aise de les voir au pouvoir pour ma tranquillité, car derrière eux je ne vois que le règne du sabre ou la république. […] Ce que l'on veut dans ce pays-ci, ce qui fait le mouvement de notre époque depuis 1789, c'est […] l'émancipation de la classe moyenne, la destruction des droits de naissance, l'égalité des droits et des charges parmi les gens qui possèdent. »[9]

## La droite

### Les légitimistes
Après l'avènement de la monarchie de Juillet, on appelle légitimistes les représentants de la droite contre-révolutionnaire restés fidèles à la branche aînée des Bourbons. Ils cultivent avec l'éloignement du pouvoir le culte de la France d'Ancien Régime, catholique et royale. 
Les légitimistes sont les partisans de la famille Bourbon. Des anciens monarchistes purs, aux ultras, ils se joignent désormais aux modérés qui blâment la révolution de Juillet et voient en Louis-Philippe un usurpateur. Les légitimistes montrent leur opposition dans la presse et au Parlement. Certains d’entre eux conspirent dans des sociétés secrètes contre le gouvernement en place. Le parti demeure une force mais il est incapable de détruire le gouvernement de Louis-Philippe, il peut pourtant le miner en réfutant son droit en lui enlevant des troupes, révélant ses faiblesses et ses fautes. De grands noms font partie de ce parti comme Chateaubriand et Pierre-Nicolas Berryer. Ces hommes prêtent au parti le prestige de leur parole. La duchesse de Berry, belle-fille de Charles X et mère du duc de Bordeaux, tente sans succès de relancer la guerre de Vendée et la Chouannerie en 1832 en Vendée et en Bretagne. (Le duc de Bordeaux, né en 1820, sept mois après l'assassinat de son père le duc de Berry, est prétendant à la Couronne) 

### Les bonapartistes
Les bonapartistes rêvent du retour de la dynastie des Bonaparte. L’héritier de Napoléon Ier est son neveu Charles-Louis-Napoléon Bonaparte, troisième fils du roi de Hollande Louis Bonaparte et de Hortense de Beauharnais. Il se fait naturaliser en Suisse et y sert pour l'armée. Il fait partie des carbonari et a donc combattu en Italie parmi les révolutionnaires. Il écrit des livres militaires, économiques et politiques. C’est ainsi qu’il montre sa curiosité et sa liberté d’esprit. En 1830, Louis-Napoléon est inconnu aux yeux de tous.  En 1836,  il tente de soulever une garnison de Strasbourg, mais cette tentative mal préparée échoue; il est arrêté puis banni. Durant la monarchie de Juillet, le parti bonapartiste n’a pas beaucoup d’influence ; il est très peu cité dans les écrits de cette période. La tentative de coup d'état de 1840 est l’acte d’un obstiné. Cet acte le condamne à l’emprisonnement perpétuel. Il s’évade en 1846. Personne ne peut soupçonner son retour en 1848 et le succès qu’il va avoir.